# Arad megye természetvédelmi területeinek listája
Arad megye természetvédelmi területeinek listája azokat a természetvédelmi területeket tartalmazza, amelyek a romániai Arad megyében találhatóak, és országos jelentőségűnek minősülnek az 5/2000 számú törvény értelmében.
| Kód       | Megjegyzés Kép                              | Magyar elnevezés                       | Román elnevezés                      | Helység                   | IUCN- kategória | Típus                       | Terület (ha) |
| --------- | ------------------------------------------- | -------------------------------------- | ------------------------------------ | ------------------------- | --------------- | --------------------------- | ------------ |
| -         | Helyi érdekeltségű természetvédelmi terület | Kis-patak menti bükkfák, Hosszúsor     | Arboretele de fag de la Râul Mic     | Hosszúsor                 | IV              | erdővédelmi                 | 165,50       |
| RONPA0101 |                                             | Malom-barlang                          | Peștera Valea Morii                  | Menyháza                  | IV              | barlangtani                 | 5            |
| RONPA0102 | Magyal cserje                               | Dosul Laurului                         | Dosul Laurului                       | Zombrád (Gurahonc község) | IV              | botanikai                   | 32,20        |
| RONPA0103 | Ökörfarkkóró                                | Báltyele-rezervátum                    | Baltele Gurahonț                     | Gurahonc                  | IV              | botanikai                   | 2            |
| RONPA0104 |                                             | Runcu–Garassa Természetvédelmi Terület | Runcu-Groși                          | Garassa (Berzova község)  | IV              | erdővédelmi                 | 261,80       |
| RONPA0105 |                                             | Rovinai nárciszmező                    | Poiana cu narcise Rovina             | Borosjenő                 | IV              | botanikai                   | 0,10         |
| RONPA0106 |                                             | Rovinai-tó                             | Balta Rovina                         | Borosjenő                 | IV              | zoológiai                   | 120          |
| RONPA0107 |                                             | Solymosi-tó                            | Balta Șoimoș                         | Lippa                     | IV              | zoológiai                   | 1            |
| RONPA0108 |                                             | Szik-erdő                              | Pădurea Sâc                          | Hévízkáránd               | IV              | zoológiai                   | 17,80        |
| RONPA0109 |                                             | Duțu-barlang                           | Peștera lui Duțu                     | Soborsin                  | IV              | barlangtani                 | 0,10         |
| RONPA0110 |                                             | Sinesie-barlang                        | Peștera Sinesie, Căprioara           | Kaprióra                  | IV              | barlangtani                 | 0,10         |
| RONPA0111 |                                             | Marosmonyorói őslénytani lelőhely      | Locul fosilifer Monoroștia           | Marosmonyoró              | IV              | őslénytani                  | 0,10         |
| RONPA0112 |                                             | Szabálcsi őslénytani lelőhely          | Locul fosilifer Zăbalț               | Szabálcs                  | IV              | őslénytani                  | 5            |
| RONPA0113 |                                             | Hévízkárándi molyhos tölgyerdő         | Pădurea de stejar pufos de la Cărand | Hévízkáránd               | IV              | erdővédelmi                 | 2,10         |
| RONPA0114 |                                             | Székudvari szikes puszta               | Rezervația de soluri sărăturate      | Székudvar                 | IV              | botanikai és földtani       | 95           |
| RONPA0115 |                                             | Mácsai arborétum                       | Arboretul Macea                      | Mácsa                     | IV              | erdővédelmi és florisztikai | 20,50        |
| RONPA0852 | 2151/2004 számú Kormányhatározat            | Nagyporond (Maros-ártér Natúrpark)     | Prundul Mare                         | Székesút                  | IV              | vegyes                      | 91,20        |
| VI.1      | 2151/2004 számú Kormányhatározat            | Görbedi-erdő - gémtelep                | Pădurea Lunca - colonie de stârci    | Tőzmiske                  | IV              | madárvédelmi                | 2            |
| VI.2      |                                             | Székudvari-erdő - gémtelep             | Pădurea Socodor - colonie de stârci  | Székudvar                 | IV              | madárvédelmi                | 3,10         |

## Fordítás
Ez a szócikk részben vagy egészben  a   Lista rezervaţiilor naturale din judeţul Arad című román Wikipédia-szócikk ezen változatának fordításán alapul.  Az eredeti cikk szerkesztőit annak laptörténete sorolja fel. Ez a jelzés csupán a megfogalmazás eredetét és a szerzői jogokat jelzi, nem szolgál a cikkben szereplő információk forrásmegjelöléseként.